# Mauretaniens fotbollsförbund
Mauretaniens fotbollsförbund, (arabiska: اتحاد الجمهورية الإسلامية الموريتانية لكرة القدم; franska: Fédération de Football de la République Islamique de Mauritanie), är ett specialidrottsförbund som organiserar fotbollen i Mauretanien.
Förbundet grundades 1961 och gick med i Caf 1968. De anslöt sig till Fifa år 1970. Mauretaniens fotbollsförbund har sitt huvudkontor i staden Nouakchott.